# فرانك ليوسر
فرانك ليوسر (Frank Loesser) أو فرانك هنري ليوسر (29 يونيو 1910 - 28 يوليو 1969 في نيويورك) كان ملحن وكاتب أغاني أمريكي.

## حياته
ترعرع فرانك في عائلة موسيقية بمدينة نيويورك، لم يتلق أبدا التدريب العالي الموسيقي. في بداية الثلاثينات من القرن الماضي وخلال الأزمة الاقتصادية العالمية، بدأ مهنته مع مختلف الوظائف لدى الصحف. علاوة على ذلك كتب نصوص أغاني ومخطوطات للإذاعة. في منتصف الثلاثينات عمل أيضا منوعات مسرحية، أين أصبح من خلال أعماله محط انتباه هوليوود.
في هوليوود أصبح فرانك بدءّ من عام 1938 وبموجب عقد كاتب أغاني لمجموعة متنوعة من الأفلام. اشتغل خلال حياته الفنية مع مجموعة من الملحنين مثل بيرتون لين، جيمي موشوغ، آرثر شوارتز. توفي فرانك ليوسر 28 يوليو 1969 في نيويورك عن عمر التاسعة والخمسين.

## وصلات خارجية
- فرانك ليوسر على موقع IMDb (الإنجليزية)
- فرانك ليوسر على موقع الموسوعة البريطانية (الإنجليزية)
- فرانك ليوسر على موقع ميوزك برينز (الإنجليزية)
- فرانك ليوسر على موقع قاعدة بيانات برودواي على الإنترنت (الإنجليزية)
- فرانك ليوسر على موقع إن إن دي بي (الإنجليزية)
- فرانك ليوسر على موقع ديسكوغز (الإنجليزية)
- فرانك ليوسر على موقع قاعدة بيانات الفيلم (الإنجليزية)

- موقع فرانك ليوسر